# Delta Cephei
Delta Cephei (δ Cep, δ Cephei) là tên theo định danh Bayer cho một hệ thống sao tư định vị cách khoảng 887 năm ánh sáng, ở các chòm sao xung quanh cực bắc thuộc chòm sao Tiên Vương. Ở khoảng cách này, cấp sao khả kiến của nó giảm đi 0,23 do kết quả từ sự hấp thụ của khí và bụi trên đường đi của ánh sáng. Nó là nguyên mẫu của các sao biến quang Cepheid, những sao trải qua sự biến đổi độ sáng theo chu kỳ.